# 矮小南乳魚
矮小南乳魚（学名：Galaxiella pusilla），為輻鰭魚綱胡瓜魚目南乳魚科的其中一種，小南乳魚屬魚類，被IUCN列為濒危物种，分布於澳洲南部的淡水水域，體長可達4.8公分，棲息在植被生長、水流緩慢的溪流、沼澤，屬雜食性，以藻類、小型無脊椎動物為食。

## 擴展閱讀
維基物種上的相關：矮小南乳魚